# Maggyűjtő hangyák

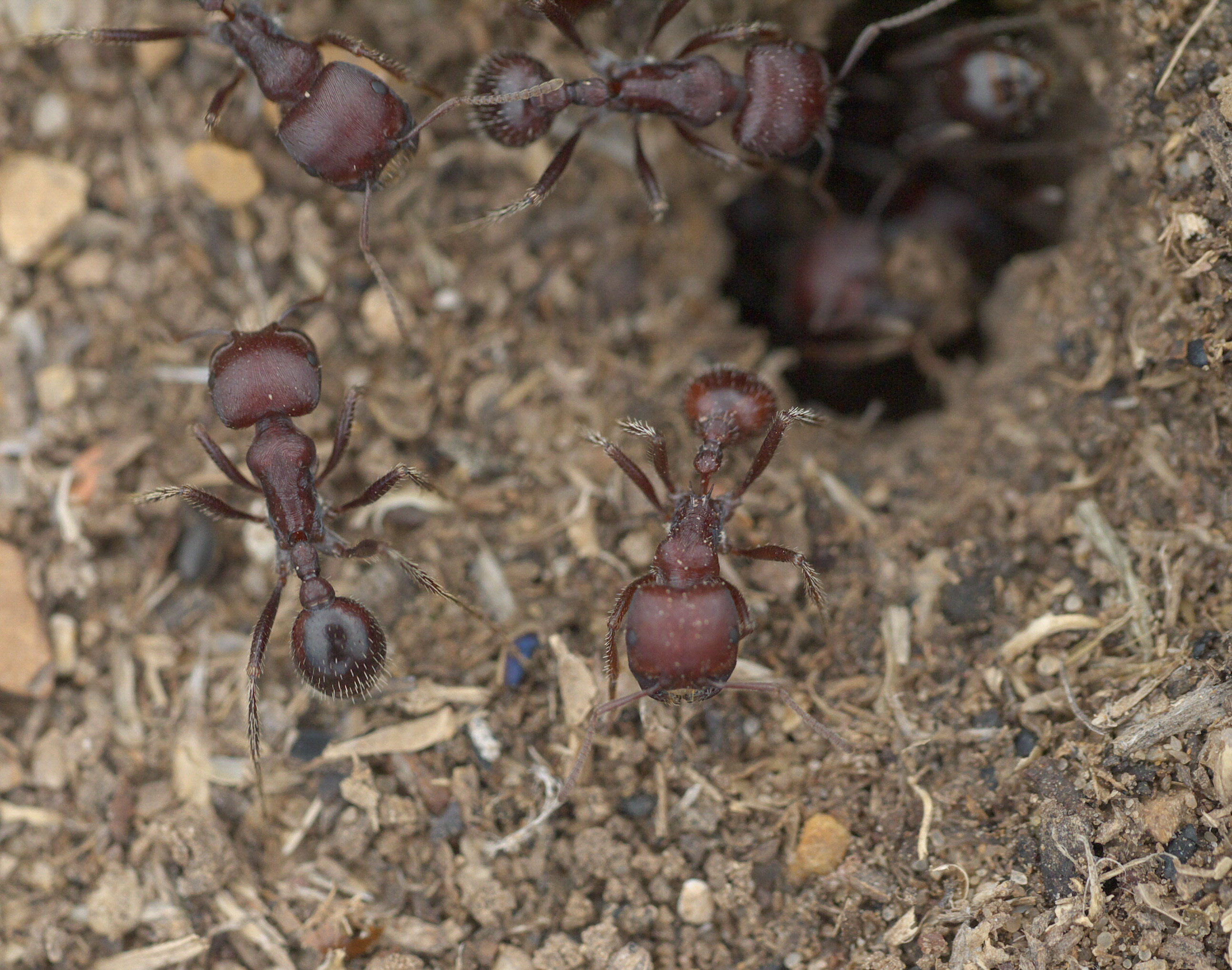
Pogonomyrmex sp.

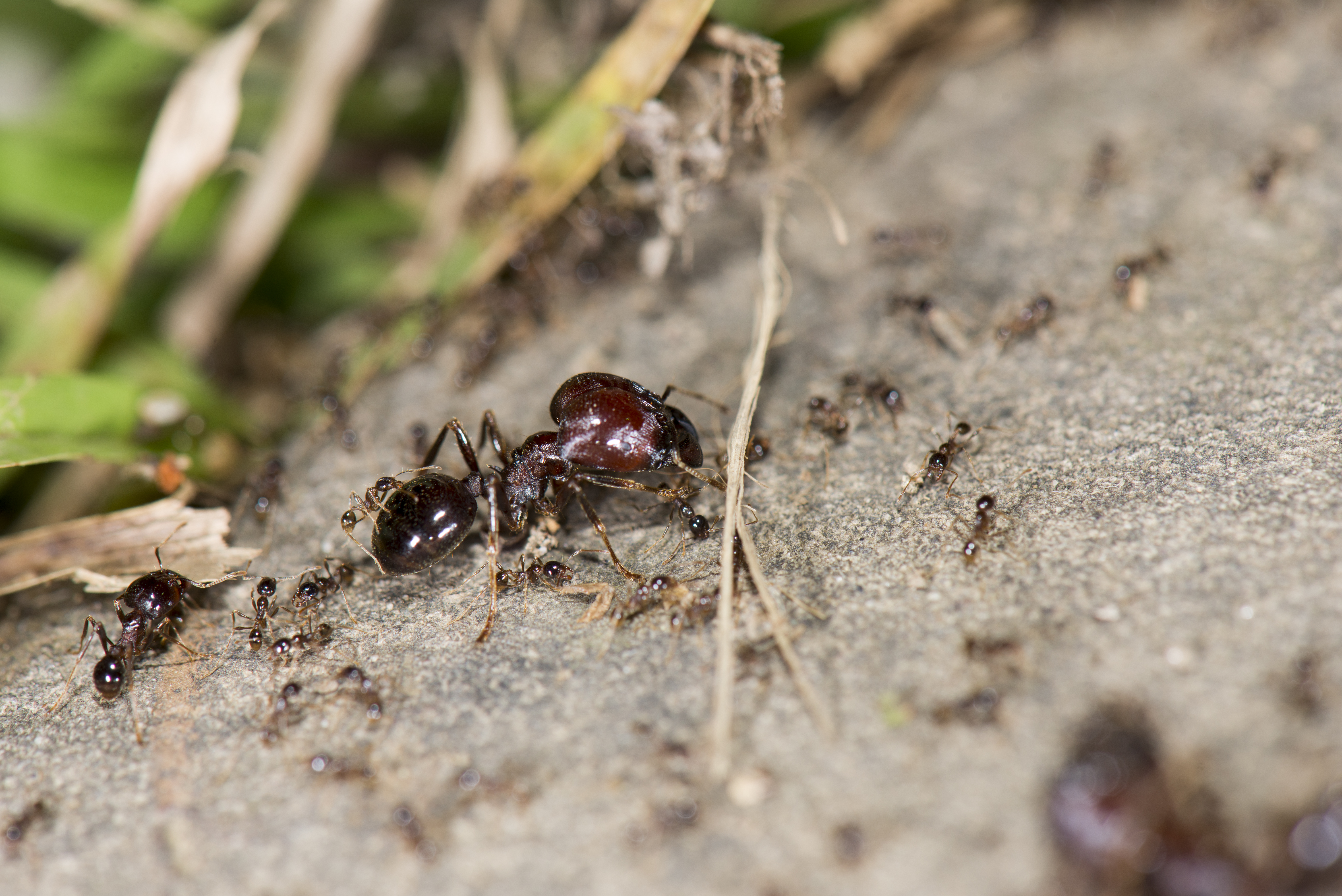
Carebara diversa

A maggyűjtő hangyák a hangyák (Formicidae) egyik nem rendszertani alapon, hanem hasonló életmódjuk alapján elkülönített csoportja.

## Származásuk, elterjedésük
Többségük a bütyköshangyaformák (Myrmicinae) alcsaládjából kerül ki.
1. Bütyköshangyaformák (Myrmicinae) alcsalád:
- karcsúhangya (Aphaenogaster) nem fajai, például:
  - Aphaenogaster cockerelli,
  - Aphaenogaster testaceopilosa,
  - Aphaenogaster senilis;

- Pheidole nem,

- Pogonomyrmex nem,
  - Pogonomyrmex barbatus
  - Pogonomyrmex maricopa,
  - Pogonomyrmex occidentalis;

- Carebara nem:
  - Carebara diversa

2. Tövishangyaformák (Pseudomyrmecinae) alcsalád:
- maggyűjtőhangya nem (Messor spp.)
  - közönséges maggyűjtőhangya (Messor structor) — az egyetlen, Magyarországon is honos maggyűjtő hangya

3. Vöröshangyaformák (Formicinae) alcsalád:
- Euprenolepis nem:
  - Euprenolepis procera — ez a gombagyűjtő faj

## Megjelenésük, felépítésük
Jellemzően fullánkos hangyák; csípésük mérgező. Különösen kellemetlen az Arizonában élő Pogonomyrmex maricopa csípése.

## Életmódjuk, élőhelyük
Egy faj kivételeivel gyakorlatilag kizárólagos táplálékaik tápnövényeik magvai. Az érett magvakat gyűjtik be, és azokat a következő betakarításig a fészkükben kialakított speciális kamrákban, a magtárakban halmozzák fel. A kivétel az egyszerűség kedvéért ebbe a csoportba sorolt és gombaevő Euprenolepis procera faj.
Egyes kutatók szerint a maggyűjtés némely sivatagi–félsivatagi fajok természetes reakciója arra körülményre, hogy élőhelyükön nincsenek vagy csak minimális mennyiségben találhatók meg a hangyák olyan szokásos táplálékai, mint például a mézharmat.
Az egyes fajok gyűjtő hajlandósága gyakran időjárásfüggő. A legkedvezőbbnek többnyire a közvetlenül eső utáni időszakot tartják, mivel az eső sok magot ver a földre. Az egyes bolyok magatartása erősen különböző lehet — vannak olyan bolyok, amelyek dolgozói a legszárazabb napokon gyűjtenek leginkább.
Major dolgozóik fő feladata a fészekbe behordott magok felaprítása — erre a minor dolgozókénál erőteljesebb szájszervük különösen alkalmassá teszi őket (Tartally).

### A hangyakalács
A Közép-Európában honos fajok aktívan vesznek részt tápnövényeik magvainak termesztésében. Ezt segíti, hogy ezen növények:
- ibolya (Viola spp),
- csormolya (Melampyrum spp.),
- hóvirág (Galantus spp.),
- keltike (Corydalis spp.),
- csillagvirág (Skilla spp.),
- vérehulló fecskefű (Chelidonium majus),
- számos kutyatej (Euphorbia spp.) stb.)

magvaikon olajtartalmú testecskéket, úgynevezett hangyakalácsokat (elaioszómákat) növesztenek. Ezek a kocsonyás, ragadós-szivacsos, sok olajat és fehérjét tartalmazó, a  fiatal magokon még üvegszerűen fényes, csillogó nyálkás magfüggelékek a hangyák és ritkábban más rovarok számára értékes tápanyagokat tartalmaznak. A lipidekben gazdag magfüggelék jórészt a köldökzsinórból fejlődik, és kialakulásába sokak szerint a külső maghéj (teszta) is besegít. Az elaioszóma nem hogy nem játszik szerepet a csíranövény táplálásában, de teljes lebomlásáig kimondottan gátolja a magvak csírázását. A hangyák viszont az ilyen magvakat becipelik a bolyba, mert az olajos függelékek a lárvák fontos táplálékai. A mag fölöslegesnek ítélt részét, de immár csírázóképes részét a hangyák a többi szeméttel eltávolítják a bolyból, és ezzel jelentősen segítik e növények elterjedését. A magok terjesztésének ez a módja, a myrmecochoria a kölcsönös előnyökre épülő együttélés szép példája.
A hangyák magterjesztése a zárvatermők terjesztésében jelent meg evolúciós újításként. Két különlegessége, hogy
- a terjesztés igen rövid távú (1–2 méter) és
- a hangyák a magvakat el is temetik.

A terjesztés jutalma az olajsavakban gazdag hangyakalács, amelynek funkciója azonos a növények által a gerinceseknek szánt jutalmakkal, a húsos gyümölcsökkel.

## Fordítás
- Ez a szócikk részben vagy egészben  a   Harvester ant című angol Wikipédia-szócikk ezen változatának fordításán alapul.  Az eredeti cikk szerkesztőit annak laptörténete sorolja fel. Ez a jelzés csupán a megfogalmazás eredetét és a szerzői jogokat jelzi, nem szolgál a cikkben szereplő információk forrásmegjelöléseként.